# Archboldargia scissorhandsi
Archboldargia scissorhandsi är en trollsländeart som beskrevs av Cornelis Kalkman 2007. Archboldargia scissorhandsi ingår i släktet Archboldargia och familjen dammflicksländor. Inga underarter finns listade i Catalogue of Life.